# 木心故居纪念馆
木心故居纪念馆是一座位于浙江桐乡乌镇镇的纪念馆。

## 历史
位于乌镇东栅财神湾186号，旧称孙家花园，1932年至1943年木心曾在此居住，后来他离开乌镇前往杭州。1950年被当地政府收购，之后被改建为铁钉厂和铁器社，1995年工厂破产后荒废，2001年启动重建工程，2006年建成完工，木心也在同年搬入并改名为晚晴小筑，2011年木心逝世后改名为木心故居纪念馆，2014年5月正式对外开放。纪念馆由生平馆、绘画馆、文学馆组成，展示其部分作品和遗物。需要电话或网站预约，馆内限流不超过60人，需要登记免费参观。

### 晚晴小筑
位于纪念馆北端，包括庭院和主楼两部分。是木心从2006年回国定居至2011年去世之间的憩息之地，2021年4月18日对外开发。

## 营业时间
- 中午十二点至下午四点半